# Thee Silver Mt. Zion Memorial Orchestra
Thee Silver Mt. Zion Memorial Orchestra is een experimentele postrockband uit Montreal, Canada. De band deelt verschillende muzikanten met de groep Godspeed You! Black Emperor. De groep begon in 1999 met het spelen van muziek gecomponeerd door Efrim Menuck, een van de gitaristen van "Godspeed".

## Bandleden
De band werkt vaak met gastmuzikanten en de samenstelling wisselt per tournee. De kern van de band bestaat uit Efrim Menuck (gitaar en piano), Sophie Trudeau (viool), Jessica Moss (viool) en Thierry Amar (bas). Opvallend is dat meestal alle bandleden naast het bespelen van hun instrument, ook zingen.

## Bandnaam
De band werd opgericht als A Silver Mt. Zion, maar is daarna regelmatig van naam veranderd om wisselende samenstellingen van de band uit te drukken. Andere namen waaronder de band platen heeft uitgebracht zijn onder andere The Silver Mt. Zion Memorial Orchestra and Tra-La-La Band, The Silver Mt. Zion Memorial Orchestra and Tra-La-La Band with Choir, Thee Silver Mountain Reveries en Thee Silver Mt. Zion Memorial Orchestra and Tra-La-La Band. Sinds 2010 toert de band als Thee Silver Mt. Zion Memorial Orchestra. Soms worden ook de afkortingen ASMZ, TSMZ, Silver Mt. Zion of Thee Silver Mt. Zion gebruikt.

## Discografie
- He Has Left Us Alone But Shafts of Light Sometimes Grace the Corners of Our Rooms (2000), uitgebracht als 'A Silver Mt. Zion'
- Born into Trouble as the Sparks Fly Upward (2001), als 'The Silver Mt. Zion Memorial Orchestra and Tra-La-La Band'
- "This Is Our Punk-Rock", Thee Rusted Satellites Gather + Sing (2003), als 'The Silver Mt. Zion Memorial Orchestra and Tra-la-la Band with Choir'
- Pretty Little Lightning Paw (ep, 2004), als 'Thee Silver Mountain Reveries'
- Horses in the Sky (2005), als 'Thee Silver Mt. Zion Memorial Orchestra & Tra-La-La Band'
- 13 Blues for Thirteen Moon (2008), als 'Thee Silver Mt. Zion Memorial Orchestra & Tra-La-La Band'
- Kollaps Tradixionales (2010), als 'Thee Silver Mt. Zion Memorial Orchestra'
- The West Will Rise Again (ep, 2012), als 'Thee Silver Mt. Zion Memorial Orchestra'
- Fuck Off Get Free We Pour Light On Everything (2014), als 'Thee Silver Mt. Zion Memorial Orchestra'